# Pinokijeve avanture
Pinokijeve avanture (puni naslov: Pinocchiove pustolovine. Priča o jednom lutku, talijanski: Le avventure di Pinocchio. Storia di un burattino) bajka je talijanskog pisca Carla Collodija.
Djelo je objavljivano u nastavcima, počevši od 1881. godine, u listu Il Giornale dei Bambini - prvom talijanskom listu za djecu. To je priča o drvenom lutku Pinocchiju koji oživi, a pri svakoj laži koju on izgovori nos mu se poveća. Ovo je djelo već u samim počecima zabilježilo uspjeh kod publike. No, pravi će uspjeh doživjeti tek nakon piščeve smrti te će postati jedna od najpoznatijih bajki uopće. Djelo će nadahnuti mnoge filmske stvaratelje, među ostalima i Walta Disneyja za stvaranje brojnih filmskih djela.

## Vanjske poveznice
- Pinocchio na talijanskom (digitalna knjižnica Liber liber)  Arhivirana inačica izvorne stranice od 18. travnja 2008. (Wayback Machine)